# Dionay
Dionay – miejscowość i dawna gmina we Francji, w regionie Owernia-Rodan-Alpy, w departamencie Isère. W 2008 roku liczba ludności wynosiła 128 mieszkańców.
31 grudnia 2015 roku połączono dwie wcześniejsze gminy: Dionay oraz Saint-Antoine-l’Abbaye. Siedzibą gminy została miejscowość Saint-Antoine-l’Abbaye, a nowa gmina przyjęła jej nazwę.